# Срібний Бір (Якутія)
Срібний Бір (рос. Серебряный Бор) — селище міського типу, адміністративно підпорядковане місту Нерюнгрі, Республіки Саха (Якутія). У селищі розташована Нерюнгрінська ГРЕС.
Утворено в зв'язку з будівництвом Нерюнгрінської ГРЕС для забезпечення електроенергією Південно-Якутського територіально-виробничого комплексу. Статус селища міського типу — з 1978 року.
Селище розташоване у 6 км на схід від Нерюнгрі. Виконує функції енергетичного центру. У селищі — ГРЕС, комбінат будівельних матеріалів, центральна садиба радгоспу «Енергобудівельник», основні виробництва — молочне скотарство, землеробство (овочівництво і картоплярство). Є середня школа, музична школа, православна церква, будинок культури. На території селища знаходиться Срібнобірська міська лікарня на 95 ліжок. Профіль лікарні — надання гастроентерологічної медичної допомоги жителям Нерюнгрінського району.
Більшість житлових будинків селища — 2-поверхові дерев'яні багатоквартирні упорядковані будинки з центральним опаленням, каналізацією, водопостачанням гарячої і холодної води.